# Khizi
Khizi ( azeri: Xızı) é um dos cinqüenta e nove rayones nos que subdivide politicamente a República do Azerbaijão. A cidade capital é a cidade de Xızı.
Cerca de 10 quilômetros ao oeste da cidade Xizi, o verde, em parte, em torno de colinas arborizadas de Alti Agach que tenha sido declarada Parque Nacional Altyaghach. O parque é supostamente lar de Tur raros (Cabras dos Montes caucasianos).

## Território e População
Este rayon é possuidor una superfície de 1.850 quilômetros quadrados, os quais são o lugar de uma população composta por umas 12.565 pessoas. Por onde, a densidade populacional se eleva a cifra dos 6,79 habitantes por cada quilômetro quadrado deste rayon.

## Economia
A região está dominada pela agricultura, mas principalmente se prática a pecuária. Há uma usina hidroelétrica.